# Шелли (тауншип, Миннесота)
Шелли (англ. Shelly) — тауншип в округе Норман, Миннесота, США. На 2000 год его население составило 129 человек.

## География
По данным Бюро переписи населения США площадь тауншипа составляет 109,2 км², из которых 109,2 км² занимает суша, водоёмов нет.

## Демография
По данным переписи населения 2000 года здесь находились 129 человек, 50 домохозяйств и 38 семей. Плотность населения —  1,2 чел./км². На территории тауншипа расположено 59 построек со средней плотностью 0,5 построек на один квадратный километр. Расовый состав населения: 99,22 % белых и 0,78 % азиатов. Испанцы или латиноамериканцы любой расы составляли 0,78 % от популяции тауншипа.
Из 50 домохозяйств в 32,0 % воспитывались дети до 18 лет, в 68,0 % проживали супружеские пары, в 4,0 % проживали незамужние женщины и в 24,0 % домохозяйств проживали несемейные люди. 22,0 % домохозяйств состояли из одного человека, при том 14,0 % из — одиноких пожилых людей старше 65 лет. Средний размер домохозяйства — 2,58, а семьи — 2,97 человека.
28,7 % населения — младше 18 лет, 2,3 % — в возрасте от 18 до 24 лет, 25,6 % — от 25 до 44, 25,6 % — от 45 до 64, и 17,8 % — старше 65 лет. Средний возраст — 42 года. На каждые 100 женщин приходилось 111,5 мужчин. На каждые 100 женщин старше 18 приходилось 109,1 мужчин.
Средний годовой доход домохозяйства составлял 33 750 долларов, а средний годовой доход семьи —  41 250 долларов. Средний доход мужчин —  21 042  доллара, в то время как у женщин — 19 167. Доход на душу населения составил 18 230 долларов. За чертой бедности находились 5,6 % семей и 9,6 % всего населения тауншипа, из которых 7,7 % младше 18 и 11,1 % старше 65 лет.